# Sericulus
Sericulus är ett fågelsläkte i familjen lövsalsfåglar inom ordningen tättingar. Släktet omfattar fyra arter som förekommer på Nya Guinea:
- Svartstrupig lövsalsfågel (S. aureus)
- Flamlövsalsfågel (S. ardens)
- Eldnackad lövsalsfågel (S. bakeri)
- Regentlövsalsfågel (S. chrysocephalus)